# Стирнс (лунный кратер)
Кратер Стирнс (лат. Stearns) — крупный молодой ударный кратер в северном полушарии обратной стороны Луны. Название присвоено в честь американского астронома Карла Лео Стирнса (1892—1972) и утверждено Международным астрономическим союзом в 1970 г. Образование кратера относится к эратосфенскому периоду.

## Описание кратера

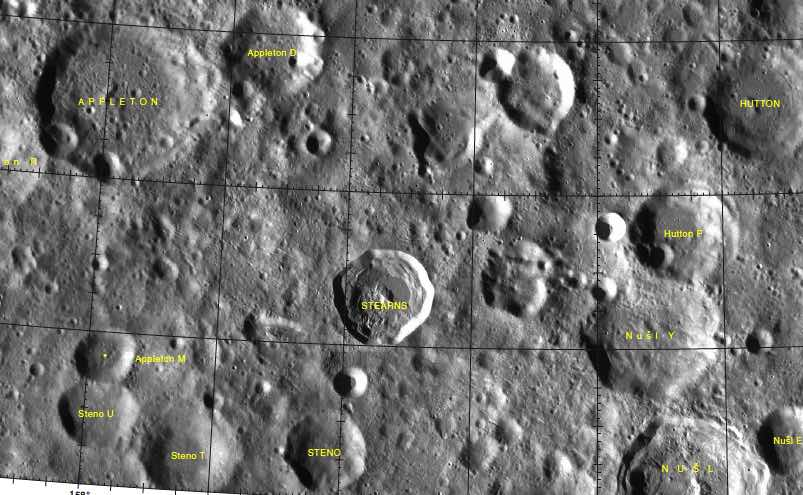
Окрестности кратера Стирнс. Фрагмент карты LAC-32.

Ближайшими соседями кратера являются кратер Эпплтон на северо-западе; кратер Головин на севере-северо-западе; кратер Геттон на востоке-северо-востоке; кратер Нушл на востоке-юго-востоке и кратер Стено на юге-юго-западе. На западе-юго-западе от кратера находится Море Москвы. Селенографические координаты центра кратера 34°41′ с. ш. 162°36′ в. д. / 34,68° с. ш. 162,6° в. д., диаметр 38.9 км, глубина 2,1 км.
Кратер Стирнс имеет полигональную форму и практически не разрушен. Вал с четко очерченной кромкой, внутренний склон вала гладкий, с высоким альбедо. У подножия внутреннего склона находятся осыпи пород. Высота вала над окружающей местностью достигает 990 м, объём кратера составляет приблизительно 940 км³. Дно чаши в основном ровное, за исключением западной и южной части, отмеченных отдельными пиками и небольшими хребтами. Массивный центральный пик несколько смещен к западу от центра чаши.

## Сателлитные кратеры
Отсутствуют.